# Georges-Guillaume de Birkenfeld
 (février 2020).
Si vous disposez d'ouvrages ou d'articles de référence ou si vous connaissez des sites web de qualité traitant du thème abordé ici, merci de compléter l'article en donnant les références utiles à sa vérifiabilité et en les liant à la section « Notes et références ».
Georges-Guillaume de Birkenfeld, né le 6 août 1591 et mort le 25 décembre 1669, est comte palatin de Birkenfeld en 1600 et le demeure jusqu'à sa mort.

## Biographie
Il est le fils de Charles Ier de Birkenfeld et de Dorothée de Brunswick-Lunebourg.
En 1616, Georges-Guillaume de Birkenfeld épouse Dorothée de Solms (1586-1625). Six enfants naissent de cette union :
- Dorothée de Birkenfeld (1618-1635).
- Anne-Sophie de Birkenfeld (1619-1680). Elle entre dans les ordres et est abbesse à l'Abbaye de Quedlinbourg.
- Élisabeth de Birkenfeld (1620-1651).
- Marie-Madeleine de Birkenfeld (1622-1689). En 1644, elle épouse Antoine-Gonthier Ier de Schwarzbourg-Sondershausen.
- Charles II Otton de Birkenfeld, comte palatin.
- Claire de Birkenfeld (1624-1628).

Veuf, Georges-Guillaume de Birkenfeld épouse en 1641 Julienne de Salm, dont il divorce en 1642. Elle a donné naissance à un enfant trop tôt après le mariage pour que Georges-Guillaume de Birkenfeld puisse en être le père.
En 1649, Georges-Guillaume de Birkenfeld se marie à Anne d'Oettingen (1603-1673).

Armoiries des comtes palatins de Birkenfeld.